# Classic (motorfietstaal)

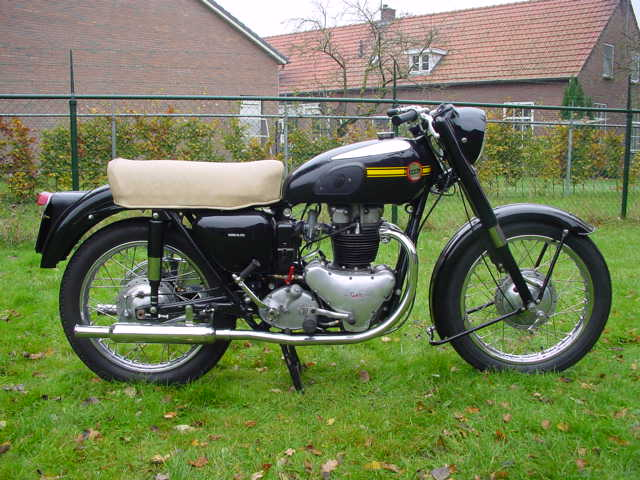
De Ariel Huntmaster uit 1955 hoort in de "Classic" klasse

"Classic" is de aanduiding van de Engelse Vintage Motor Cycle Club voor motorfietsen van na 1940 die echter minstens 25 jaar oud zijn. 
Andere klassen zijn  Pioneer, Veteran, Vintage en Post-Vintage. In het algemeen gebruiken andere verenigingen voor klassieke motorfietsen dezelfde aanduidingen.